# محمد اعظمی
محمد اعظمی فعال سیاسی چپ‌گرای ایرانی و عضو گروه جزنی بود، عضو سازمان فدائیان خلق ایران که مقیم پاریس می‌باشد.

## زندگی‌نامه
محمد اعظمی سال ۱۳۲۹ در شهر بروجردمتولد شد. در سال ۱۳۴۷ به عضویت گروه دکتر هوشنگ اعظمی که بخشی از گروه بیژن جزنی بود، با هدف مبارزه پارتیزانی در کوه‌های لرستان درآمد.
سال ۴۹ گروه جزنی و هوشنگ اعظمی تلاش کردند چند نفر را که هیبت‌الله معینی چاغروند هم در شمار آنها بود، از ایران خارج کنند. هیبت‌الله معینی چاغروند در خاطرات خودش می‌نویسد:
قرار ما در آبادان بود. سر قرار اول دریافتم اوضاع عادی نیست و در قرار دوم مطمئن شدم که ساواک تور پهن کرده است.
...
هیبت با همراهش محمد اعظمی به کمک یک قایق موتوری خود را به آن طرف اروندرود (آبادان) می‌رسانند و از آنجا با یک ماشین سواری متواری می‌شوند.
هیبت در زندان شاه می‌گفت: در آبادان نیز که ساواک تور پهن کرده بود، دست آلوده عباس شهریاری در کار بود. او به توصیه بیژن جزنی، هوشنگ اعظمی و بچه‌های بیرون زندان را در جریان نقشه‌های ساواک و شهریاری قرار داد.
او در سال ۱۳۶۲ به پاریس مهاجرت سیاسی کرد و فعالیت‌های خود را ادامه داد.

## به زندان افتادن
سال ۱۳۵۰ در ارتباطی با گروه چریک‌های فدائی خلق ایران دستگیر و پس از چند ماه آزاد شد. سال ۱۳۵۳ دوباره دستگیر و تا آستانه انقلاب زندانی سیاسی بود.

## فعالیت‌های اوبعد از انقلاب
سال ۱۳۵۸ عضو هیئت سیاسی شاخه خوزستان سازمان چریک‌های فدائی خلق ایران شد، در سال ۱۳۶۰ به عضویت هیئت سیاسی کمیته مرکزی سازمان فدائیان خلق ایران موسوم به «پیروان بیانیه ۱۶ آذر» درآمد. از سال ۱۳۶۸ تا سال ۱۳۷۳ عضو هیئت سیاسی سازمان فدائی - ایران (این سازمان از وحدت سازمان فدائیان خلق ایران و سازمان آزادی کار ایران تشکیل شد). از سال ۱۳۷۳ تا مقطع مصاحبه عضو رهبری سازمان اتحاد فدائیان خلق ایران (این سازمان حاصل وحدت سازمان چریک‌های فدائی خلق ایران موسوم به شورایعالی با سازمان فدائی - ایران است).